# Бектыш (Челябинская область)
Бектыш — посёлок в Еткульском районе Челябинской области. Административный центр и единственный населённый пункт Бектышского сельского поселения.

## География
Посёлок расположен на западном берегу одноимённого озера. Расстояние до районного центра села Еткуль 17 км.

## Население
| 2002 | 2010 | 2011 | 2012 | 2013 | 2014 | 2015 |
| ---- | ---- | ---- | ---- | ---- | ---- | ---- |
| 733  | ↗865 | →865 | ↗901 | ↗925 | ↗934 | ↘924 |
| 2016 | 2017 | 2018 | 2019 | 2020 | 2021 |      |
| ↘921 | ↗924 | ↘897 | ↘887 | ↘876 | ↗890 |      |

По данным Всероссийской переписи, в 2010 году численность населения посёлка составляла 865 человек (434 мужчины и 431 женщина).

## Улицы
Уличная сеть посёлка состоит из 8 улиц и 5 переулков.